# Mètode empíric
El  mètode empíric-analític  o  mètode empíric  és un model d'investigació científica, que es basa en la  lògica empírica  i que juntament amb el mètode fenomenològic és el més utilitzat en el camp de les ciències socials i en les ciències descriptives. El terme  empíric  deriva del grec antic (Aristòtil utilitzava la reflexió analítica i el mètode empíric com a mètodes per construir el coneixement) d'experiència, έμπειρία, que al seu torn deriva de έυ (a) i πεἳρα (prova) : en proves, és a dir, portant a terme l'experiment. Per tant, les dades empíriques són extretes de les proves encertades i els errors, és a dir, d'experiència. La seva aportació al procés de recerca és resultat fonamentalment de l'experiència. Aquests mètodes possibiliten revelar les relacions essencials i les característiques fonamentals de l'objecte d'estudi, accessibles a la detecció sensoperceptual, a través de procediments pràctics amb l'objecte i diversos mitjans d'estudi. La seva utilitat destaca en l'entrada en camps inexplorats o en aquells en els quals destaca l'estudi descriptiu.

## Corrent lògica
La lògica empírica  és la base del raonament empíric i, per tant, del mètode empíric. Aquesta visió de la lògica prové de l'antiga Grècia. El terme  empíric  deriva del grec antic d'experiència, έμπειρία, que al seu torn deriva de έυ, en, i πεἳρα, prova, experiment. El seu origen es dedueix a través de l'observació de les relacions entre els objectes la converteix en la base ideal per a les lleis del coneixement. La seva aparició a l'Antiga Grècia i Món Àrab provoca la separació definitiva entre les ciències formals (geometria i àlgebra) i les ciències empíriques (zoologia, botànica), essent el seu màxim exponent el mateix Aristòtil. El seu pas a través de la història provoca el descobriment de la lògica experimental i es manté fins als nostres dies.

## Característiques
- És un mètode  fàctic : s'ocupa dels fets que realment esdevenen

- Es val de la  verificació empírica : no posa a prova les hipòtesis mitjançant el mer sentit comú o el dogmatisme filosòfic o religiós, sinó mitjançant una acurada contrastació per mitjà de la percepció.

- És autocorrectiu i progressiu (a diferència del fenomenològic). La ciència es construeix a partir de la superació gradual dels seus errors. No considera les seves conclusions infal·libles o finals. El mètode està obert a la incorporació de nous coneixements i procediments per tal d'assegurar un millor acostament a la veritat.

- Mostra: El mostreig és una part important del mètode analític, ja que si es pren malament la mostra els resultats serien erronis o inservibles

## Classificacions
Entre els mètodes empírics es troben:
- Mètode experimental: És el més complex i eficaç dels mètodes empírics, pel que de vegades s'utilitza erròniament com a sinònim de mètode empíric. Alguns ho consideren una branca tan elaborada que ha cobrat força com un altre mètode científic independent amb la seva pròpia lògica, anomenada lògica experimental.

En aquest mètode l'investigador intervé sobre l'objecte d'estudi modificant a aquest directament o indirectament per crear les condicions necessàries que permetin revelar les seves característiques fonamentals i les seves relacions essencials ja sigui:
-Aïllant a l'objecte i les propietats que estudia de la influència d'altres factors
-Reproduint l'objecte d'estudi en condicions controlades
-Modificant les condicions sota les quals té lloc el procés o fenomen que s'estudia.
Així, les dades s'extreuen de la manipulació sistemàtica de variables en un experiment (vegeu mètode hipotètic deductiu, el qual al seu torn també es va considerar com un tipus de mètode empíric fora del mètode experimental per la seva rellevància i eficàcia). Una diferència clara amb el mètode empíric en general és que aquest tracta de considerar els errors de manera que es pugui fer una inferència pel que fa a la causalitat del canvi observat (caràcter autocorrectiu).
 Corrent lògica 
Un salt veritablement espectacular en aquest desenvolupament es produeix amb Galileo Galilei, que dona suport a una nova branca dins de la lògica empírica, la lògica experimental. Aquesta combina la lògica empírica d'observació dels fenòmens amb dos mètodes desenvolupats en altres branques del coneixement formal: la hipòtesi (veure  mètode hipotètic deductiu  i la mesura (veure  Mètode de mesurament. Aquesta vessant dona lloc al Mètode experimental.
- Mètode de l'observació científica : Va ser el primer mètode utilitzat pels científics i en l'actualitat continua sent el seu instrument universal. Permet conèixer la realitat mitjançant la sensopercepció directa d'ens i processos, per a això ha de tenir algunes qualitats que li donen un caràcter distintiu. És el més característic en les ciències descriptives.

- Mètode de mesurament : És el mètode empíric que es desenvolupa amb l'objectiu d'obtenir informació numèrica sobre una propietat o qualitat de l'objecte, procés o fenomen, on es comparen magnituds mesurables conegudes. És l'assignació de valors numèrics a determinades propietats de l'objecte, així com relacions per avaluar-les i representar-les adequadament. Per a això es recolza en procediments estadístics.

## Passos generals del mètode empíric-analític
Hi ha diverses maneres de formalitzar els passos d'aquest mètode. D'entre elles destaquem:
- Forma convencional:
  - Identificació d'un problema d'investigació.
  - Formulació d'hipòtesis.
  - Prova d'hipòtesis.
  - Resultats.

- Formulació de Neil J. Salkind.
  - Formulació d'un problema.
  - Identificar factors importants.
  - Formulació d'hipòtesis de recerca.
  - Recopilació de la informació.
  - Provar la Hipòtesi.
  - Treballar amb la hipòtesi.
  - Reconsideració de la teoria.
  - Confirmació o refutació.

## Ciències empíriques i ciències formals
Precisament, és en virtut del tipus de mètode seguit per assolir el coneixement científic com es pot establir una primera distinció entre les ciències: les ciències formals, que es caracteritzarien per l'ocupació de l'anomenat mètode axiomàtic i les ciències empíriques o fàctiques, per l'ús del mètode empíric-analític.
Aquestes ciències dècims que "comencen en l'experiència i acaben en l'experiència", distingint-se d'aquesta manera de les ciències formals i de la filosofia, que prefereixen una major o total independència de la justificació empírica i les maneres de recerca i verificació pròpiament racionals (menys en el cas del Positivisme lògic).

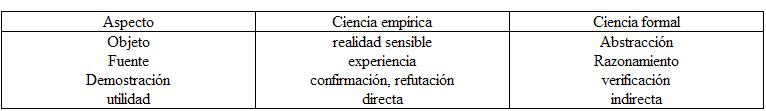
Taula comparativa

Naturalment, no cal identificar totalment les ciències experimentals amb les ciències empíriques: totes les ciències experimentals (la psicologia experimental, per exemple) són ciències empíriques, però no totes les ciències empíriques són experimentals, ja que poden utilitzar algun mètode de verificació diferent de l'experimental, com els ja esmentats observacional i correlacional, aquest és el cas en gran manera de la psicologia diferencial i d'altres àrees principals de la psicologia científica.
Les ciències empíriques es divideixen en dos grans grups:
- Ciències naturals : Les ciències naturals s'ocupen del món físic i solen oferir lleis de gran universalitat i exactitud, presentant una idea determinista de la realitat. Destaquen:
  - Física.
  - Química.
  - Biologia.
- Ciències socials  o humanes: es refereixen a l'ésser humà i no aconsegueixen oferir lleis tan objectives com les anteriors, per la qual cosa es limiten a generalitzacions i classificacions de la conducta, encara que amb freqüència amaguin les seves deficiències en un sofisticat llenguatge matemàtic. Destaquen:
  - Economia.
  - Psicologia.
  - Sociologia.
  - Antropologia.
  - Pedagogia (encara que alguns la consideren ciència natural).

Dilthey va dividir les ciències empíriques en ciències de la naturalesa i ciències de l'esperit, i afirmava que cada una d'aquestes ciències depèn d'un tipus de racionalitat: el fonament de les ciències de la natura és la raó instrumental, mentre que el fonament de les ciències de l'esperit és la raó històrica. Aquesta distinció va ser recollida pels membres de l'Escola de Frankfurt per afirmar que el mètode de coneixement i, per tant, les vies per arribar a la veritat són diferents en ambdós tipus de ciències; aquesta postura va ser rebutjada pels membres del racionalisme crític encapçalat per K. R. Popper, donant lloc al que es coneix com la disputa del positivisme en la sociologia alemanya.